# Dionis Emerik Sunko
Dionis Emerik Sunko, hrvaški kemik, pedagog in akademik, * 26. september 1922, Zagreb, † 16. julij 2010, Zagreb.
Sunko je bil predavatelj na Naravoslovno-matematični fakulteti v Zagrebu; je član Hrvaške akademije znanosti in umetnosti.